# Летни младежки олимпийски игри 2014
II-те летни младежки олимпийски игри се провеждат от 16 до 28 август 2014 г. в град Нанкин, Китай.

## Кандидати за домакин
Нанкин е избран за домакин на игрите през февруари 2010 г., след като побеждава единствения друг град-кандидат, Познан, с 47 на 42 гласа.